# Le Pont-de-Beauvoisin, Isère
Le Pont-de-Beauvoisin este o comună în departamentul Isère din sud-estul Franței. În 2009 avea o populație de 276 de locuitori.

## Evoluția populației
| An        | 1975 | 1982 | 1990 | 1999 | 2006 | 2009 |
| --------- | ---- | ---- | ---- | ---- | ---- | ---- |
| Populație | 104  | 155  | 185  | 226  | 255  | 276  |